# Droit pénal des affaires
Le droit pénal des affaires est l'ensemble des règles de droit concernant les infractions susceptibles d'intervenir dans la vie des affaires, mais aussi de l'ensemble des règles économiques qui peuvent être sanctionnées pénalement.
Ainsi, le droit pénal des affaires comprend des infractions de droit commun (vol, escroquerie, abus de confiance, corruption) et des infractions spécifiques en matière, notamment, de :
- droit des sociétés (majoration des apports en nature, abus de bien social, etc.) ;
- de droit de la concurrence (entente, abus de position dominante, etc.) ;
- de droit de la consommation (publicité trompeuse) ;
- de droit boursier (délit d'initié).

Le respect du droit pénal des affaires est assuré en partie par les juridictions pénales et en partie par des autorités administratives indépendantes (ou AAI): Autorité de la concurrence et Autorité des marchés financiers (AMF).
Depuis l'ordonnance du 1er décembre 1986 relative à la liberté des prix, le droit pénal des affaires connait un mouvement de dépénalisation. Le 20 février 2008, le rapport Coulon a été remis à la ministre de la Justice. Il préconise notamment de recentrer le droit pénal des affaires sur les infractions les plus nuisibles à l'ordre public, de mieux adapter la gravité des sanctions à la gravité des faits, d'en finir avec le cumul des sanctions civiles administratives et pénales (en privilégiant les sanctions administratives et civiles) d'améliorer la répartition des rôles entre juridictions et autorités administratives indépendantes et d'encourager le recours aux modes alternatifs de poursuite notamment la transaction pénale.